# 우메오 IK
우메오 IK(스웨덴어: Umeå IK)는 스웨덴의 우메오를 연고로 하는 여자 축구 클럽이다. 현재 스웨덴의 여자 축구 2부 리그인 엘리테탄에 참가하고 있다. 우메오 스포츠 클럽은 1917년에 설립되었지만 여자 축구단이 설립된 시기는 1985년이다. 스웨덴의 여자 축구 1부 리그인 다말스벤스칸에서 7번, 여자 스벤스카 쿠펜에서 4번, UEFA 여자 챔피언스리그에서 2번 우승한 기록을 갖고 있다.

## 성적
- 다말스벤스칸 7회 우승 (2000, 2001, 2002, 2005, 2006, 2007, 2008)
- 여자 스벤스카 쿠펜 4회 우승 (2001, 2002, 2003, 2007)
- 여자 스벤스카 수페르쿠펜 2회 우승 (2007, 2008)
- UEFA 여자 챔피언스리그 2회 우승 (2002-03, 2003-04), 3회 준우승 (2001-02, 2006-07, 2007-08)